# أنطور أطول
أنطور أطول (الاسم العلمي:Anthurium longissimum) هو نوع من النباتات يتبع جنس الأنطور من الفصيلة اللوفية.